# Selingsdorf
Selingsdorf ist ein Gemeindeteil des Marktes Bechhofen im Landkreis Ansbach (Mittelfranken, Bayern). Selingsdorf liegt in der Gemarkung Kaudorf.

## Geografie
Der Weiler liegt am Südhang des Altmühltals. Im Südosten grenzt der Burgerwald an, 0,5 km nordwestlich liegt die Buckelwiesen, 0,75 km westlich das Wannenfeld und 0,5 km südlich das Flurgebiet Eisen. Zwei Gemeindeverbindungsstraßen führen jeweils zur Kreisstraße AN 55 (0,2 km nördlich bzw. 0,4 km östlich) zwischen Thann (1,2 km östlich) und Winn (1 km westlich). Eine Gemeindeverbindungsstraße verläuft weiter zu einer anderen Gemeindeverbindungsstraße (0,5 km westlich), die nach Kallert (0,4 km südlich) bzw. zur AN 55 führt (0,5 km nördlich).

## Geschichte
Selingsdorf lag im Fraischbezirk des eichstättischen Oberamtes Wahrberg-Herrieden. Gegen Ende des 18. Jahrhunderts bestand der Ort aus 8 Anwesen. Grundherren waren das Kastenamt Herrieden (5 Anwesen) und das Rittergut Thann (3 Anwesen).
Mit dem Gemeindeedikt (frühes 19. Jahrhundert) wurde Selingsdorf dem Steuerdistrikt Sachsbach und der Ruralgemeinde Kaudorf zugeordnet. Im Zuge der Gebietsreform in Bayern wurde Selingsdorf am 1. Juli 1971 nach Bechhofen eingemeindet.

### Baudenkmal
- Haus Nr. 1: Wohnstallhaus, eingeschossiger massiver Satteldachbau, 1850.[7]

### Einwohnerentwicklung
| Jahr      | 001818 | 001840 | 001861 | 001871 | 001885 | 001900 | 001925 | 001950 | 001961 | 001970 | 001987 | 002001 | 002011 | 002017 | 002023 |
| Einwohner | 49     | 46     | 48     | 40     | 54     | 45     | 51     | 57     | 39     | 45     | 30     | 37     | 35     | 29     | 32     |
| Häuser    | 10     | 9      |        |        | 8      | 8      | 8      | 8      | 7      |        | 9      |        |        |        |        |
| Quelle    | [ 9 ]  | [ 10 ] | [ 11 ] | [ 12 ] | [ 13 ] | [ 14 ] | [ 15 ] | [ 16 ] | [ 17 ] | [ 18 ] | [ 19 ] | [ 20 ] |        | [ 21 ] | [ 1 ]  |

## Religion
Der Ort ist seit der Reformation evangelisch-lutherisch geprägt und bis heute nach St. Peter (Thann) gepfarrt. Die Katholiken sind nach St. Laurentius (Großenried) gepfarrt.